# Tasmarunista
Tasmarunista (macedónul: Ташмаруништа) település Észak-Macedóniában, a Délnyugati körzetben, Sztruga községben.

## Népesség
| Lakosok száma | 523  | 529  | 588  | 419  | 229  | 198  | 210  | 173  |
|               | 1948 | 1953 | 1961 | 1971 | 1981 | 1991 | 1994 | 2021 |

2002-ben 210 lakosa volt, akik közül 209 macedón és 1 egyéb.